# 拉特朗条约
《拉特朗條約》（義大利語：Patti Lateranensi），亦稱《拉特蘭條約》或《拉特朗協定》，是1929年2月11日意大利王國法西斯黨政府與聖座為解決「罗马问题」，而在罗马的拉特朗宮簽訂的條約，因「羅馬問題」名存實亡的教宗國正式被依此條約建立的梵蒂岡城國取代。此條約也被現今的意大利共和國接受。
此條約包含三項文件：
1. 承認聖座在梵蒂岡城的完整主權的政治條約，由此建立主權獨立的國家。
2. 規範天主教會與天主教信仰在意大利國家之地位的條約。
3. 同意作為最終解決賠償聖座領土與財產損失的金融公約。

## 沿革

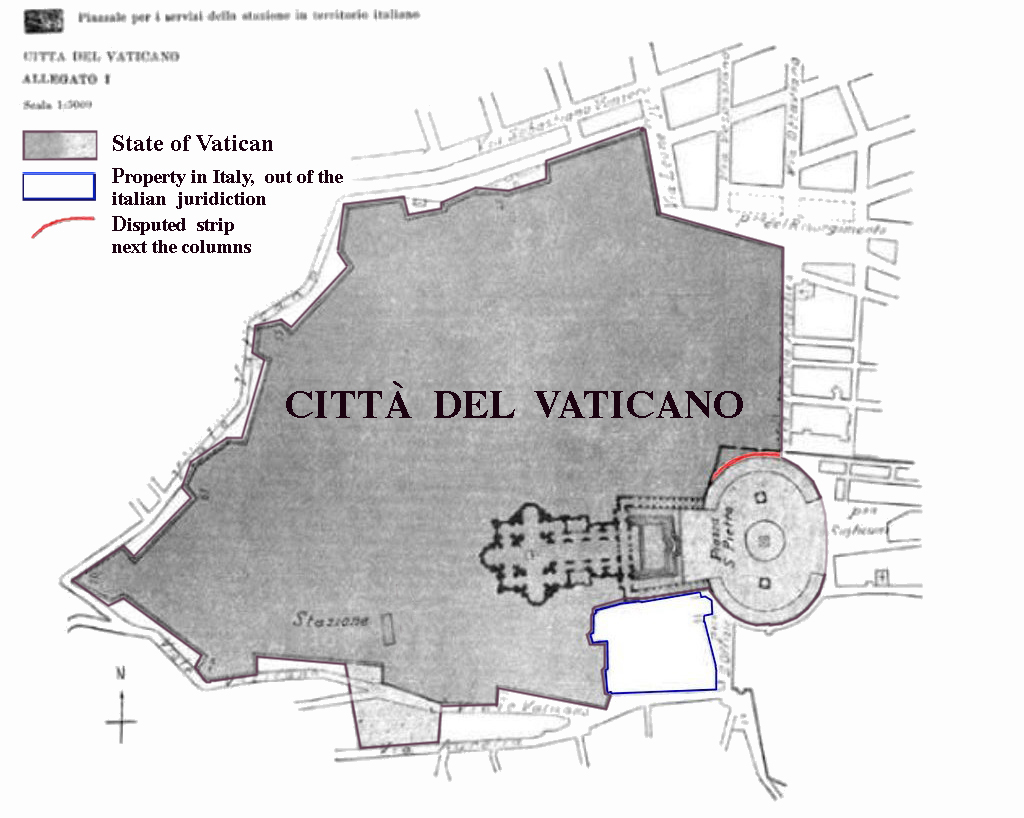
梵蒂岡城國的領土界線圖。此界線在《拉特朗條約》簽署時確認。

1870年普法戰爭期間，意大利王國乘拿破崙三世調回駐羅馬的法國軍隊之機，出兵攻擊了當時依附於法國的教宗國，佔領了羅馬城，教宗庇護九世被困於梵蒂岡，教宗國形同滅亡。面對這種情況，此後的歷任教宗均不願屈服，將自己的活動範圍限縮於梵蒂岡宮，被稱為「梵蒂岡之囚」。而聖座與意大利政府之間的對峙，就這樣延續了59年之久。
為解決此爭端，意大利總理贝尼托·墨索里尼自1926年起代表意大利國王維多·伊曼紐三世與聖座代表及聖座國務卿伯多祿·加斯帕里就解決罗马问题進行協商，最後達成三項協定，並於1929年2月11日在羅馬拉特朗宫正式簽署，成為該條約名稱的緣由。《拉特朗條約》簽訂後，教宗國正式解體，由新建立的梵蒂岡城國取代，2月11日也成為梵蒂岡城國的建立紀念日。意大利在二戰後改行共和國後，1948年起施行的《意大利共和國憲法》承認此條約。

## 內容
《拉特朗條約》申明聖座承認羅馬作為意大利的首都；意大利政府承認聖座對梵蒂岡44公頃範圍內的主權。條約規定聖座對梵蒂岡具有主權，其在義大利國內擁有的地產（主要為教堂）具有治外法權和豁免權，但意大利境內所有的其他主教任命必須報意大利政府批准，而且必須具有意大利國籍，必須宣誓效忠國家。同时《拉特蘭條約》還規定，如果一位梵蒂岡公民失去梵蒂岡國籍，且未取得其他國籍，將自動取得意大利國籍。
由於《拉特朗條約》規定允許在初等和中等公立學校講授宗教課，並規定主教對講課的教師有任免權，國家不得任用被教會譴責的人擔任這一職務。因此導致1952年在米蘭、1953年在那不勒斯發生了「反新教」的騷亂事件。
根據《拉特朗條約》，經意大利議會通過的法律，就自動成為梵蒂岡的法律。但2009年1月1日梵蒂岡宣稱「意大利的法律過於繁雜，而且欠缺穩定、時常和天主教教義相違背」，正式宣佈以後不再自動採納意大利國會通過的法律。

### 引用
1. 1 2  . Vatican News. 11 February 2020  [2 September 2021]. （原始内容存档于2022-10-22）. The world’s smallest sovereign state was born on February 11, 1929, with the signing of the Lateran Treaty between the Holy See and the Kingdom of Italy
2. ↑  . vatican.va.   [2013年11月6日]. （原始内容存档于2013年8月13日） （意大利语）.
3. ↑  . BBC中文網. 2009-01-01  [2015-05-15]. （原始内容存档于2021-02-12）.

## 外部連結
- 《拉特朗條約》全文 （页面存档备份，存于） （英文）
- Text of the Lateran Treaty (English translation)
- Text of the Lateran Pacts, including the financial convention and the concordat （页面存档备份，存于） (original Italian)
- Italian law executing the Lateran Pacts, with the text and annexed maps （页面存档备份，存于） (original Italian)